# Oxytropis leucantha
Oxytropis leucantha är en ärtväxtart som först beskrevs av Pall., och fick sitt nu gällande namn av Aleksandr Andrejevitj Bunge. Oxytropis leucantha ingår i släktet klovedlar, och familjen ärtväxter.

## Underarter
Arten delas in i följande underarter:
- O. l. subarctica
- O. l. tschukotcensis